# Tagab (Kabul)
Der Tagab ist ein linker Nebenfluss des Kabul-Flusses im Osten Afghanistans.

## Geographie
Der Tagab entspringt im Hindukusch im Nordosten der Provinz Kapisa. Er fließt in südsüdwestlicher Richtung durch das Bergland. Er erreicht schließlich das in Nord-Süd-Richtung verlaufende Tagab-Tal, das entlang einer Verwerfung verläuft. Der Fluss mündet schließlich nach 55 km in den Stausee der Sarobi-Talsperre. Der Tagab entwässert den Südosten der Provinz Kapisa. Sein Einzugsgebiet umfasst etwa 800 km². Der mittlere Abfluss beträgt 1,42 m³/s.

## Hydrometrie
Mittlerer monatlicher Abfluss des Tagab (in m³/s) am Pegel Tagab
gemessen von 1968–1979